# Marko Pepelnak
Marko Pepelnak (* 31. August 2001) ist ein slowenischer Sprinter und Hürdenläufer, der sich auf die 400-Meter-Distanz spezialisiert hat.

## Sportliche Laufbahn
Erste internationale Erfahrungen sammelte Marko Pepelnak im Jahr 2025, als er bei den Balkan-Meisterschaften in Volos in 51,88 s den achten Platz über 400 m Hürden belegte und mit der slowenischen 4-mal-400-Meter-Staffel in 3:07,01 min die Silbermedaille hinter dem ukrainischen Team gewann.
In den Jahren 2022 und 2024 wurde Pepelnak slowenischer Meister in der 4-mal-400-Meter-Staffel.

## Persönliche Bestleistungen
- 400 m Hürden: 51,84 s, 2. Juli 2025 in Novo Mesto